# Берека звичайна (Чернівці)
Бере́ка звича́йна — ботанічна пам'ятка природи місцевого значення в Україні. Розташована в межах міста Чернівці, на вулиці Руській, 3 (сквер між вул. Руською і вул. Шептицького). 
Площа 0,03 га. Статус надано згідно з рішенням 17 сесії Чернівецької обласної ради ХХІІІ скликання від 20 грудня 2001 року № 171-17/01. Перебуває у віданні: Комунальне житлово-ремонтне експлуатаційне підприємство № 12. 
Статус надано з метою збереження одного екземпляра береки звичайної (Sorbus torminalis). Вік дерева бл. 100 років. Берека звичайна — реліктовий вид, занесений до Червоної книги України. 